# Урусов, Павел Александрович
Князь Павел Александрович Урусов (1805—1886) — представитель рода Урусовых, генерал от инфантерии, участник Крымской войны.

## Биография
Родился 25 апреля 1805 года в Москве, сын члена Государственного совета Российской империи князя Александра Михайловича Урусова и его жены Екатерины Павловны, сестры дипломата Д. П. Татищева. Крещен 5 мая 1805 года в церкви святого Мученика Ианнуария в Запасном дворце при восприемстве Н. А. Чиркова и бабки по матери  М. Я. Татищевой.
Образование получил в Школе гвардейских подпрапорщиков и кавалерийских юнкеров, откуда выпущен 29 марта 1825 года в лейб-гвардии Семёновский полк. Затем он служил в лейб-гвардии Измайловском полку, где занимал должность батальонного адъютанта.
В 1831 году Урусов состоял адъютантом при начальнике артиллерии действующей армии генерал-адъютанте князе Горчакове и принял участие в военных действиях против восставших поляков, за отличие был награждён польским Знаком отличия за военное достоинство 4-й степени, в следующем году получил орден св. Владимира 4-й степени с бантом (за отличие при штурме Варшавы) и 19 марта пожалован золотой шпагой с надписью «За храбрость».
В 1837 году произведён в капитаны, в 1842 году — в полковники, 7 августа 1849 года — в генерал-майоры с зачислением в Свиту Его Величества. В начале Восточной войны Урусов командовал 10-й пехотной дивизией на Дунайском театре, за отличие под Силистрией он 9 июля 1854 года был награждён золотой шпагой с бриллиантовыми украшениями и надписью «За храбрость». После высадки англо-французов в Крыму был перемещён на ту же должность в 8-ю пехотную дивизию. В Севастополе Урусов командовал 5-м отделением обороны крепости.
15 июня 1855 года Урусов был назначен генерал-адъютантом и начальником 2-й гвардейской резервной пехотной дивизии и 8 сентября 1855 года произведён в генерал-лейтенанты, 30 августа 1869 года получил чин генерала от инфантерии с назначением состоять по армии.
Среди прочих наград князь Урусов имел ордена св. Станислава 2-й степени (1835 год, императорская корона к этому ордену пожалована в 1841 году), св. Георгия 4-й степени (26 ноября 1847 года, за беспорочную выслугу 25 лет в офицерских чинах, № 7744 по кавалерскому списку Григоровича — Степанова), св. Анны 1-й степени (1854 год) и св. Владимира 2-й степени (1864 год).
Скончался 18 января 1886 года в Санкт-Петербурге, похоронен на Тихвинском кладбище Александро-Невской лавры.

## Семья

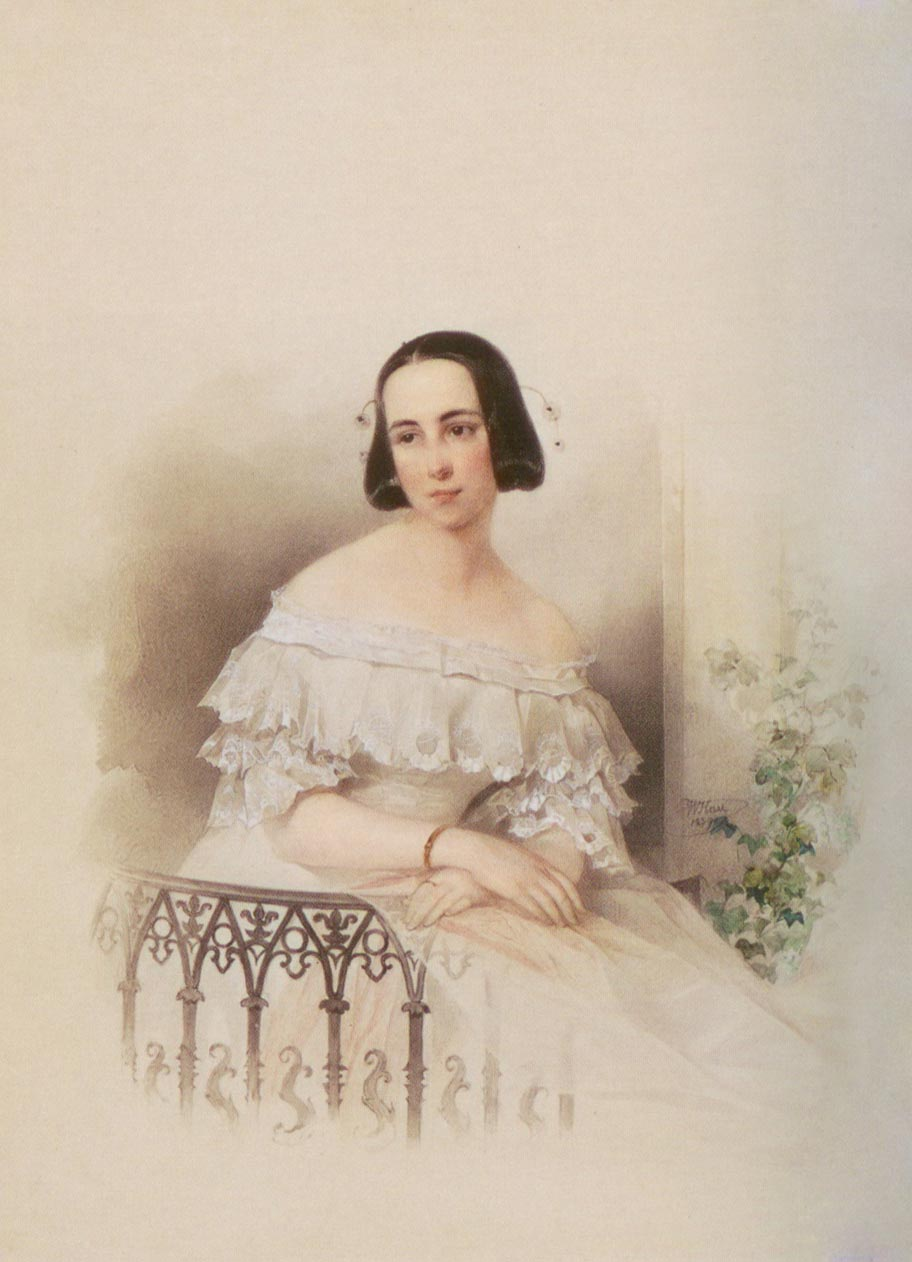
Александра Сергеевна

Жена (с 30 апреля 1837 года) — графиня Александра Сергеевна Уварова (20.11.1813—13.01.1866), дочь министра народного просвещения графа Уварова от его брака с Екатериной Алексеевной Разумовской. Родилась в Петербурге, крещена 29 ноября 1813 года в Исаакиевском соборе при восприемстве графа П. К. Разумовского и бабушки Д. И. Уваровой; фрейлина двора (1832). По словам барона М. Корфа, никогда не была особенно любима родителями. Венчание её было в Петербурге в Исаакиевском соборе, поручителями по жениху был граф П. И. Кутайсов, по невесте — князь С. В. Кочубей, И. В. Васильчиков и граф Н. А. Протасов. После замужества жила с мужем в основном в Варшаве. Умерла в Милане, похоронена на Новом Греческом кладбище в Ливорно. В браке имели детей:
- Владимир (1838—1880), выпускник Пажеского корпуса, поручик, с 1863 года капитан в отставке. Секретарь русского посольства в Персии, Стокгольме, Вене; статский советник и камергер двора. С 1873 года был женат на фрейлине княжне Юлии Львовне Гагариной (1849—1919). У них сын Лев.
- Лев (1839—1928), действительный тайный советник, посол в Вене, Риме и Париже.
- Екатерина (в некоторых источниках указана как Елена) (1840— ?), замужем за тайным советником Сергеем Евгеньевичем Головиным.
- Александр (1843—1897), действительный статский советник и член совета Гос. Дворянского земельного банка.
- Георгий (1844— ?)
- Николай (1846—1902), титулярный советник.